# 北大西洋条約機構の加盟国

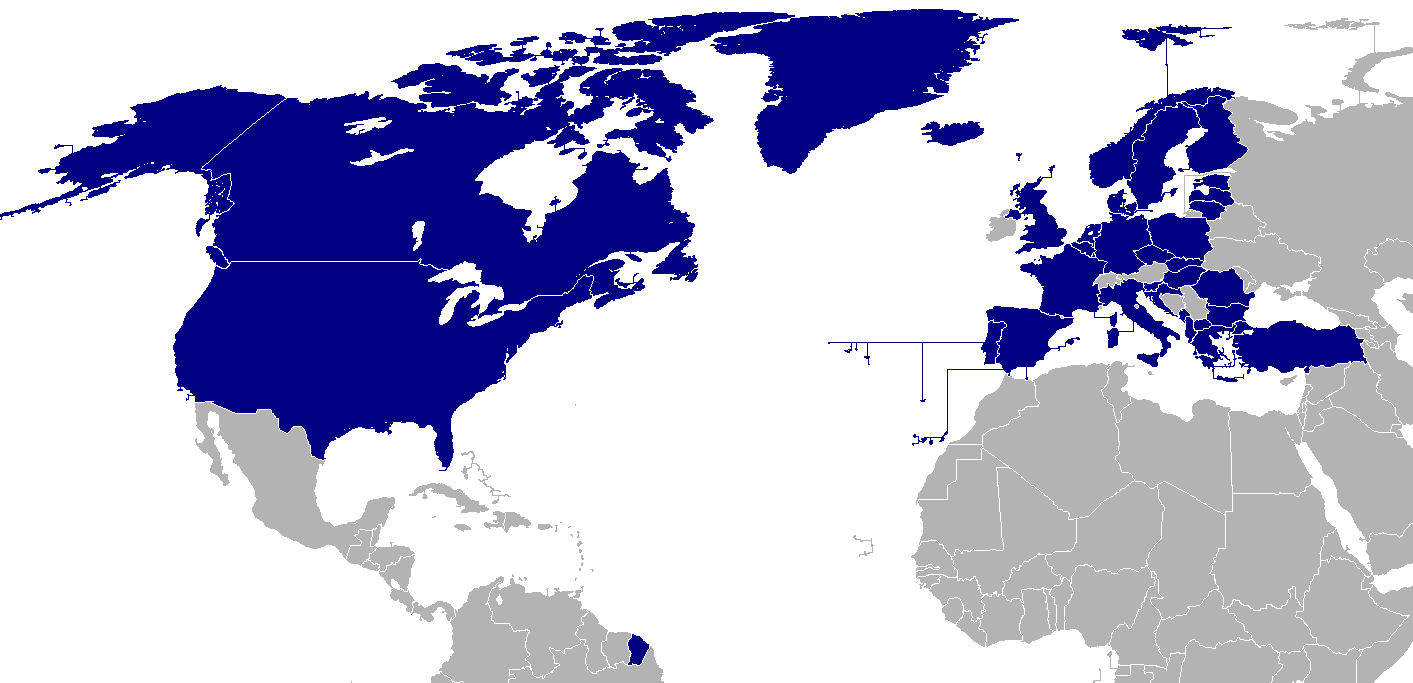
2024年現在の北大西洋条約機構加盟国（青）

北大西洋条約機構の加盟国（きたたいせいようじょうやくきこうのかめいこく、英語: Member states of North Atlantic Treaty Organization）では、北大西洋条約機構（NATO）の加盟国について解説する。
北大西洋条約機構は、ヨーロッパおよび北アメリカの32か国の加盟国で構成される集団防衛組織である。1949年4月4日にアメリカ合衆国など原加盟国12か国が北大西洋条約に署名して発足した。
加盟国は域外国から攻撃を受けた場合、国連憲章第51条の規定で認められている個別的または集団的自衛権を行使し、武力行使を含む必要と思われる行動を個別または集団で行い、攻撃を受けた加盟国を支援する。これは、北大西洋条約第5条で規定されており、武力行使およびその結果としてとったすべての措置について、直ちに国連安全保障理事会に報告するよう義務付けられている。

## 加盟国
北大西洋条約機構への加盟にあたっては、北大西洋条約第10条で以下のように規定されている。
12か国で発足した北大西洋条約機構は、冷戦期に拡大していき、1952年にギリシャとトルコが加盟したのを皮切りに1955年には再軍備した西ドイツ、1982年に民主化したスペインが加盟した。
1991年のソビエト連邦の崩壊後、東側諸国が自国の安全保障を確実なものにするため、北大西洋条約機構への加盟を希求し、三度にわたる東方拡大が進んだ。第一次は1999年のチェコ、ポーランド、ハンガリーの加盟、第二次は2004年のブルガリア、エストニア、ラトビア、リトアニア、スロバキア、スロベニア、ルーマニアの加盟、第三次は2009年のアルバニア、クロアチアの加盟で、さらに2017年にモンテネグロ、2020年に北マケドニアが加盟している。
2022年のロシアによるウクライナ侵攻を契機に加盟国の北方拡大が進み、中立政策を掲げていたフィンランドとスウェーデンがそれぞれ、2023年と2024年に加盟している。
| 国旗                 | 国名                      | 首都                | 加盟年月日                                         | 原加盟国 | 人口        | 面積           |
| -------------------- | ------------------------- | ------------------- | -------------------------------------------------- | -------- | ----------- | -------------- |
|                      | アルバニア                | ティラナ            | 2009年4月1日                                       | No       | 3,101,621   | 28,748 km2     |
|                      | ベルギー                  | ブリュッセル        | 1949年8月24日                                      | Yes      | 11,913,633  | 30,528 km2     |
|                      | ブルガリア                | ソフィア            | 2004年3月29日                                      | No       | 6,827,736   | 110,879 km2    |
| カナダの国旗         | カナダ                    | オタワ              | 1949年8月24日                                      | Yes      | 38,516,736  | 9,984,670 km2  |
|                      | クロアチア                | ザグレブ            | 2009年4月1日                                       | No       | 4,169,239   | 56,594 km2     |
|                      | チェコ                    | プラハ              | 1999年3月12日                                      | No       | 10,706,242  | 78,867 km2     |
|                      | デンマーク                | コペンハーゲン      | 1949年8月24日                                      | Yes      | 6,057,361   | 2,210,573 km2  |
|                      | エストニア                | タリン              | 2004年3月29日                                      | No       | 1,202,762   | 45,228 km2     |
|                      | フィンランド              | ヘルシンキ          | 2023年4月4日                                       | No       | 5,614,571   | 338,455 km2    |
|                      | フランス                  | パリ                | 1949年8月24日                                      | Yes      | 62,819,428  | 643,427 km2    |
|                      | ドイツ                    | ベルリン            | 1955年5月6日 （西ドイツ） 1990年10月3日 （ドイツ） | No       | 84,220,184  | 357,022 km2    |
|                      | ギリシャ                  | アテネ              | 1952年2月18日                                      | No       | 10,497,595  | 131,957 km2    |
|                      | ハンガリー                | ブダペスト          | 1999年3月12日                                      | No       | 9,670,009   | 93,028 km2     |
|                      | アイスランド              | レイキャヴィーク    | 1949年8月24日                                      | Yes      | 360,872     | 103,000 km2    |
|                      | イタリア                  | ローマ              | 1949年8月24日                                      | Yes      | 61,021,855  | 301,340 km2    |
|                      | ラトビア                  | リガ                | 2004年3月29日                                      | No       | 1,821,750   | 64,589 km2     |
|                      | リトアニア                | ヴィリニュス        | 2004年3月29日                                      | No       | 2,655,755   | 65,300 km2     |
|                      | ルクセンブルク            | ルクセンブルク市    | 1949年8月24日                                      | Yes      | 660,924     | 2,586 km2      |
|                      | モンテネグロ              | ポドゴリツァ        | 2017年6月5日                                       | No       | 602,445     | 13,812 km2     |
|                      | オランダ                  | アムステルダム      | 1949年8月24日                                      | Yes      | 17,463,930  | 41,543 km2     |
|                      | 北マケドニア              | スコピエ            | 2020年3月27日                                      | No       | 2,133,410   | 25,713 km2     |
|                      | ノルウェー                | オスロ              | 1949年8月24日                                      | Yes      | 5,600,850   | 323,802 km2    |
|                      | ポーランド                | ワルシャワ          | 1999年3月12日                                      | No       | 37,991,766  | 312,685 km2    |
|                      | ポルトガル                | リスボン            | 1949年8月24日                                      | Yes      | 10,223,150  | 92,090 km2     |
|                      | ルーマニア                | ブカレスト          | 2004年3月29日                                      | No       | 18,326,327  | 238,391 km2    |
|                      | スロバキア                | ブラチスラヴァ      | 2004年3月29日                                      | No       | 5,425,319   | 49,035 km2     |
|                      | スロベニア                | リュブリャナ        | 2004年3月29日                                      | No       | 2,099,790   | 20,273 km2     |
|                      | スペイン                  | マドリード          | 1982年5月30日                                      | No       | 47,051,085  | 505,370 km2    |
|                      | スウェーデン              | ストックホルム      | 2024年3月7日                                       | No       | 10,536,338  | 450,295 km2    |
|                      | トルコ                    | アンカラ            | 1952年2月18日                                      | No       | 83,593,483  | 783,562 km2    |
|                      | イギリス                  | ロンドン            | 1949年8月24日                                      | Yes      | 68,502,956  | 243,610 km2    |
| アメリカ合衆国の国旗 | アメリカ合衆国            | ワシントンD.C.      | 1949年8月24日                                      | Yes      | 338,229,980 | 9,833,520 km2  |
| 北大西洋条約機構の旗 | 北大西洋条約機構 (32か国) | ブリュッセル (本部) |                                                    |          | 969,619,102 | 27,580,492 km2 |

## 国防予算
加盟国の国防予算は国内総生産（英語: Gross Domestic Product、略称:GDP）2パーセント水準とするガイドラインが、2014年のウェールズ首脳会合において加盟国首脳間で同意され
、2022年のマドリード首脳会合で再確認されている。
2014年時点で対GDP比2パーセント水準を達成した加盟国は3か国に留まっていたが、2024年にはドイツなど18の加盟国が達成する見通しとなっている。
アメリカ合衆国とそれ以外のNATO加盟国の国防予算の比較
アメリカ合衆国とフィンランドおよびスウェーデンを除くNATO加盟国の国防予算支出総額の比較